# Bomba de barril

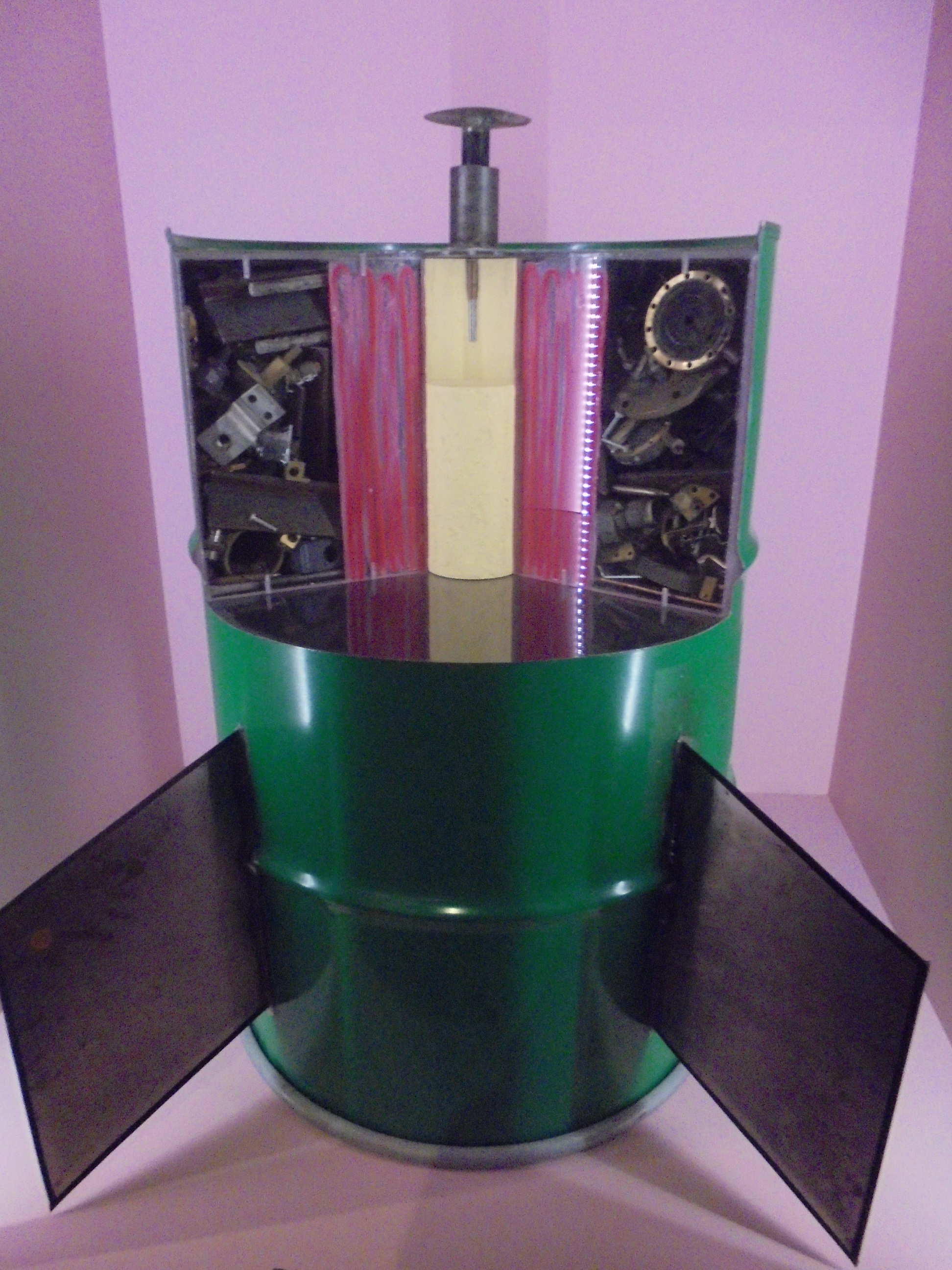
Um réplica de uma bomba de barril no Museu Imperial da Guerra em Londres.

Uma bomba de barril é um tipo de artefato explosivo improvisado que geralmente consiste de barris cheios de explosivos, frequentemente shrapnel, petróleo e armas químicas, além de fragmentos metálicos tais como cravos que são metralhados em volta. O barril é solto de um avião ou helicóptero.
Devido à grande quantidade de explosivos que esse tipo de bomba pode carregar, e à baixa precisão inerente à sua utilização, além do uso indiscriminado em áreas civis (inclusive em campos de refugiados), as detonações dessas bombas são devastadoras. Por isso, os críticos as caracterizam como armas ilegais próprias de terrorismo.
O primeiro uso conhecido foi no atual Sudão do Sul, na década de 90, quando foram utilizados aviões cargueiros para a execução do bombardeio.
Esse tipo de armamento tem sido extensivamente usado pela Força Aérea Síria durante a Guerra Civil da Síria, e pelo Exército do Iraque durante as batalhas em Amabar. O especialista acreditam que essas bombas continuarão sendo usadas em nações instáveis que lutam contra rebeldes, porque são baratas e facilitam muito o proveito bélico do poder aéreo.
As bombas barril são baratas e de fácil produção, custando entre 200 e 300 dólares. Elas podem ser lançadas por qualquer tipo de aeronave, mesmo cargueiros civis, diminuindo ainda mais seu “custo-benefício”. Muitas vezes são usados explosivos à base de fertilizante (como na explosão dos prédios do governo em Oslo, em 22 de julho de 2011).
Os explosivos são carregados com fragmentos rudimentares como pregos e porcas, ou mesmo elementos químicos nocivos como o cloro. A bomba pode ser montada dentro de um simples barril ou algum outro tipo de invólucro mais desenhado. No começo da guerra na Síria as bombas barril pesavam entre 45 e 100 quilos e eram usados fusíveis para acionar a detonação dos explosivos, que deveriam ser cronometrados com bastante cautela, caso contrário a bomba explodiria no ar ou demoraria demais para explodir no solo, não causando a destruição desejada. Novas versões da bomba seriam até 10 vezes mais pesadas, estando entre 450 e 1000 quilos e foram adaptadas com detonadores de impacto para garantir a explosão e aumentar sua letalidade.